# Anopheles hectoris
Anopheles hectoris är en tvåvingeart som beskrevs av Giaquinto-mira 1931. Anopheles hectoris ingår i släktet Anopheles och familjen stickmyggor. Inga underarter finns listade i Catalogue of Life.